# Rac2
Rac2 (англ. Ras-related C3 botulinum toxin substrate 2) — цитозольный белок, Rho ГТФаза из суперсемейства ГТФаз, относится к  «малым» G-белкам. Находится в двух состояниях: активном ГТФ-связанном и неактивном ГДФ-связанном состоянии. В своей активной форме связывается в клетке с целым рядом эффекторных белков и приводит к регулировке многих клеточных процессов, таких как секреция, фагоцитоз апоптозных клеток, поляризация эпителиальных клеток и индуцированное факторами роста образование мембранных складок и выростов (англ. membrane ruffles). Участвует в активации NADPH-оксидазы NOX2.
Открыта и описана впервые в 1989 году по аналогии с Rac1.

## Структура
Зрелая форма белка, образующаяся после отщепления C-концевого трипептида, состоит из 189 аминокислот.